# Millefeuille

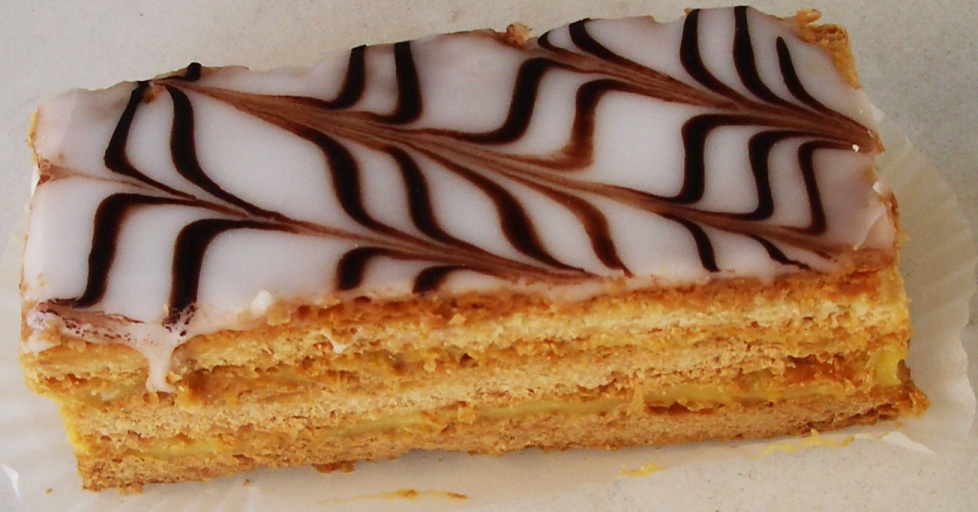
Un mille-feuille

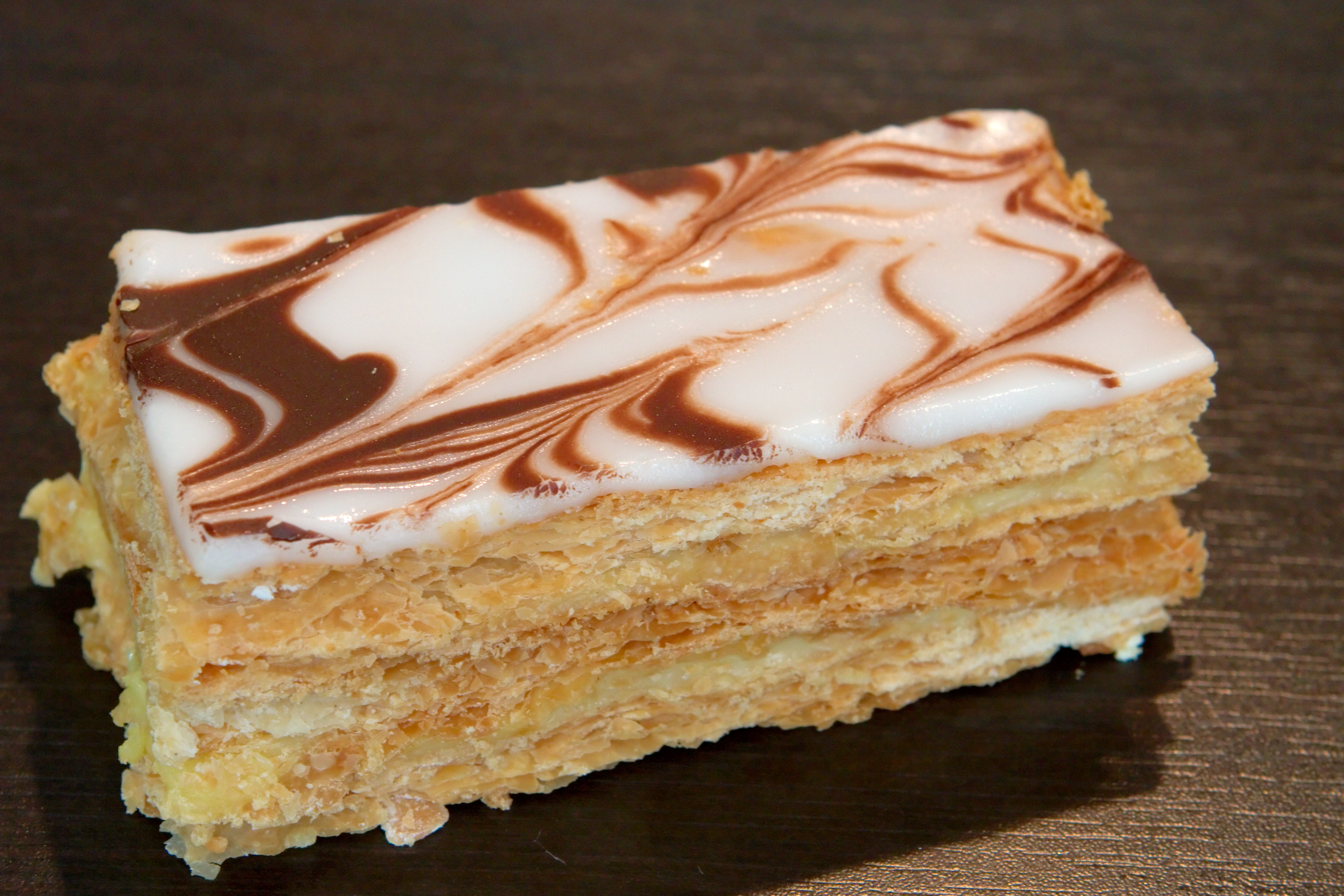

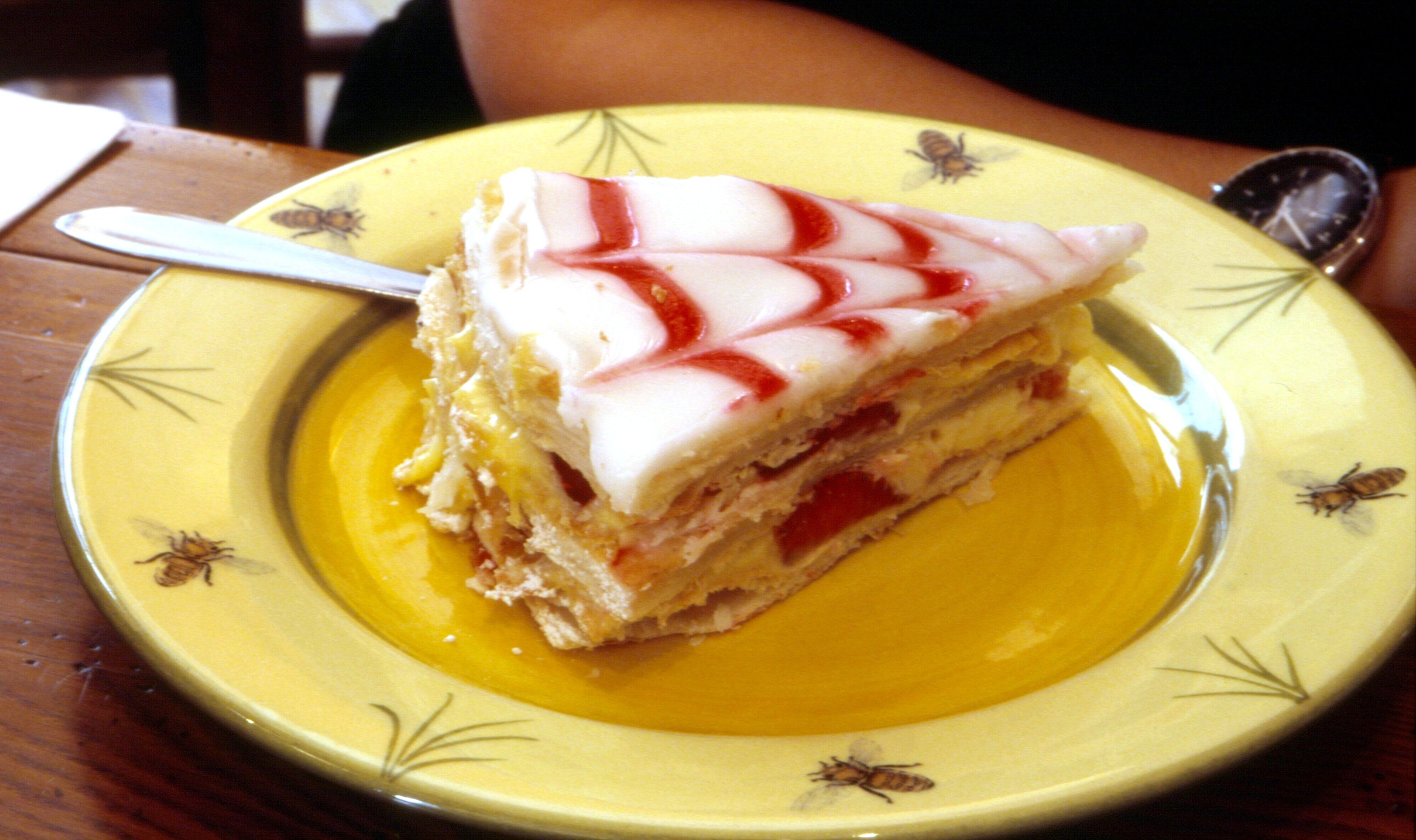

Mille-feuille (din franceză Mille-Feuille sau Millefeuille, însemnând „o mie de foi”), cunoscut și sub numele de „cremșnit”, este un produs de patiserie, făcut din foi garnisite cu cremă, fiind un desert tipic al bucătăriei franțuzești.
În mod tradițional acest tort este compus dintr-un aluat crocant (în franceză Pâte Feuilletée), acoperit cu două straturi de cremă de vanilie (créme pâtissiére), însă există și alte variante care înlocuiesc crema, cum ar fi frișca sau marmelada. De obicei ultimul strat de aluat, este acoperit cu o glazură peste care se poate adăuga și zahăr pudră vanilat.
Originea acestui desert nu este cunoscută cu exactitate. Primele informații se găsesc în cartea „Cuisinier françois di François Pierre de La Varenne”, din anul 1651. Rețeta a fost perfecționată apoi de Marie-Antoine Carême care o consideră o rețetă cu origini încă din Antichitate. În anii recenți au fost create rețele de millefeuille sărate, cu brânză de vacă, spanac sau alte umpluturi sărate.